# Ust-Czorna
Ust-Czorna (ukr. Усть-Чорна, niem. Königsfeld, ros. Усть-Чорна, słow. Ustčorna, węg. Királymező) – osiedle typu miejskiego w rejonie tiaczowskim obwodu zakarpackiego Ukrainy.

## Historia
Pierwsza wzmianka o miejscowości pochodzi z lat 60. XVIII wieku, status osiedla typu miejskiego posiada od 1971.
W 1989 liczyło 1539 mieszkańców.
W 2013 liczyło 1514 mieszkańców.

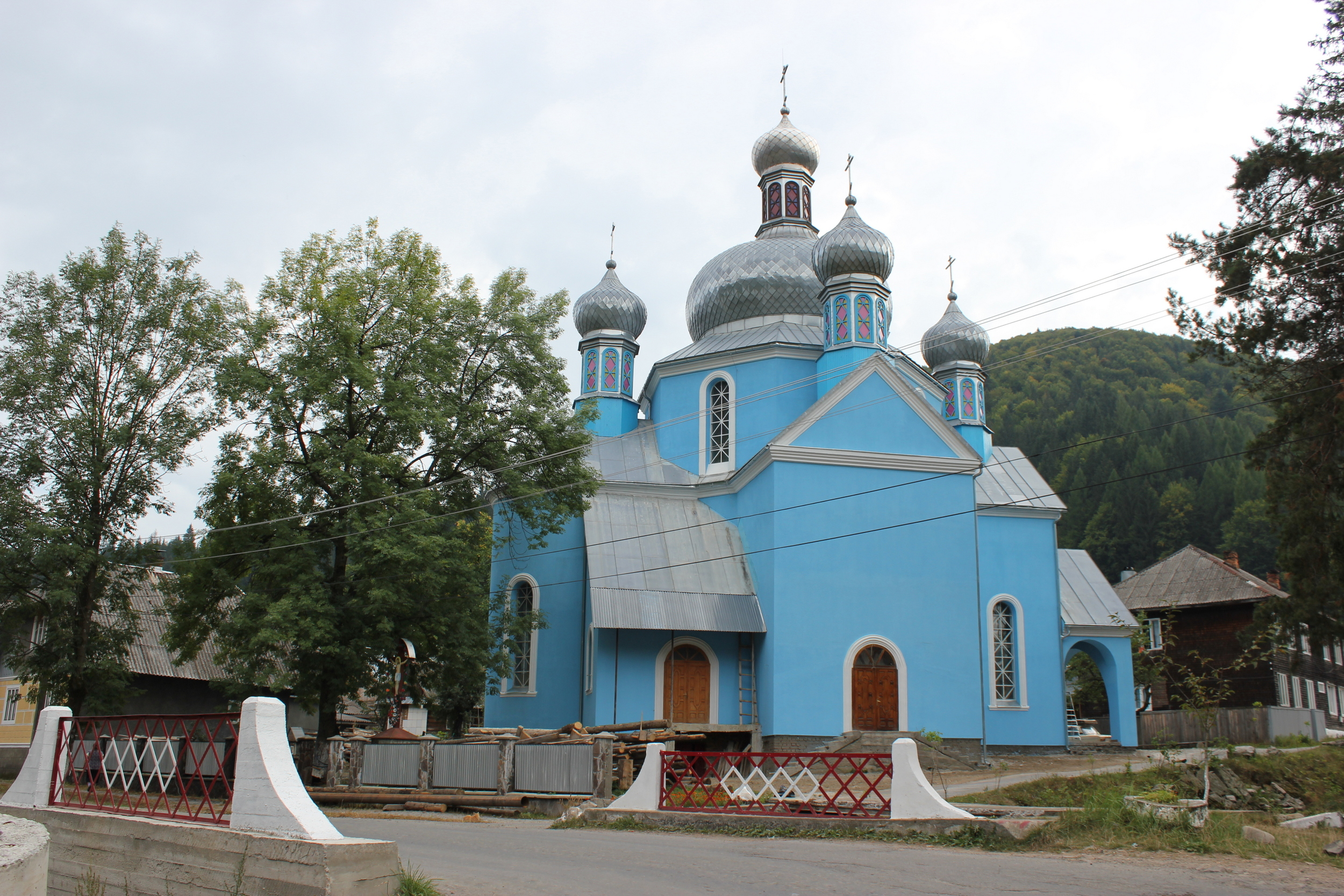
Cerkiew Narodzenia Matki Bożej (UKP PM)
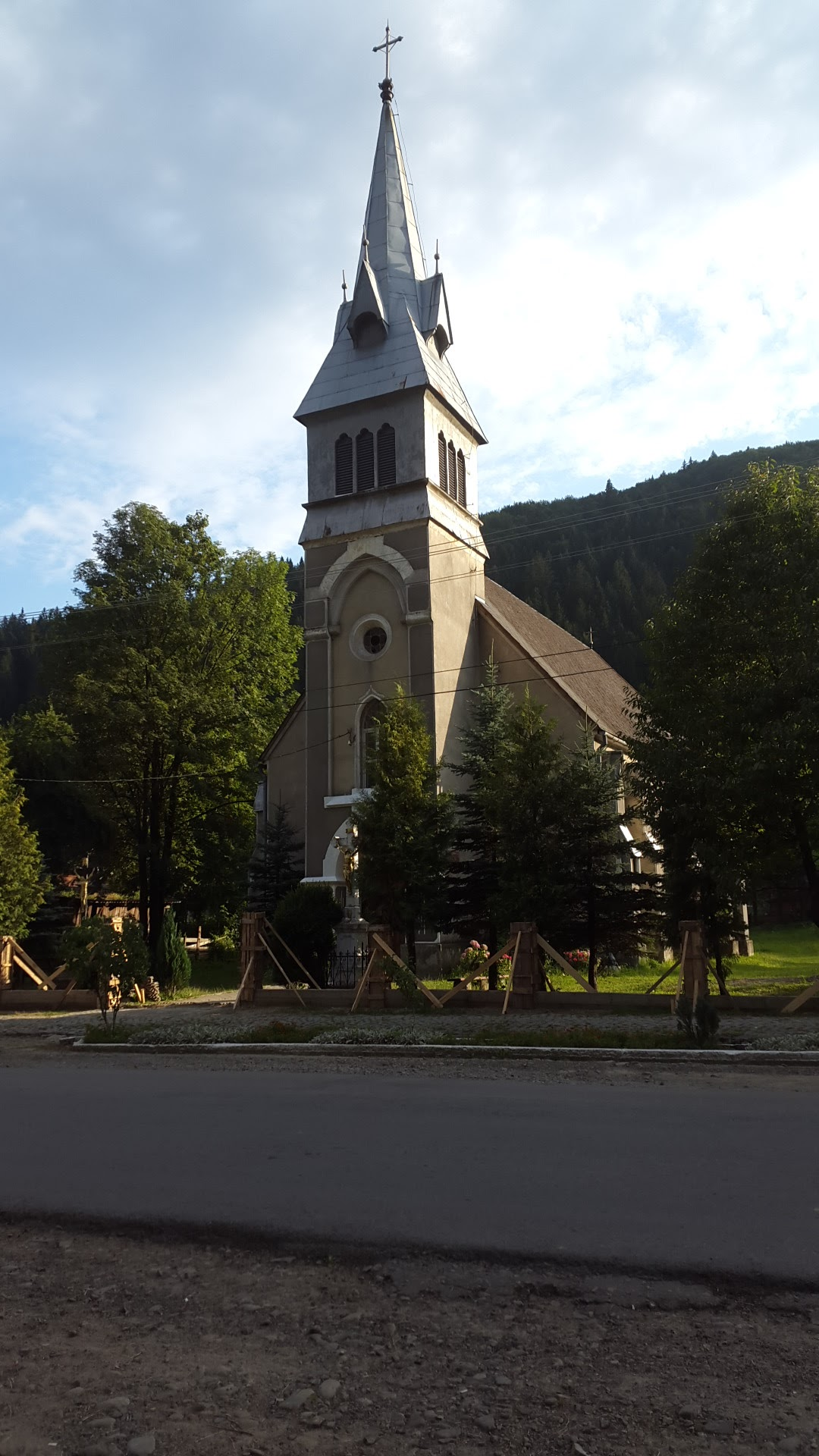
Kościół św. Marii Magdaleny